# Урал (Гафурийский район)
Урал (баш. Урал) — деревня в Гафурийском районе Республики Башкортостан Российской Федерации. Входит в состав Янгискаинского сельсовета. 

## География

### Географическое положение
Расстояние до:
- районного центра (Красноусольский): 25 км,
- центра сельсовета (Янгискаин): 2 км,
- ближайшей ж/д станции (Белое Озеро): 27 км.

## Население
| 2002 | 2009 | 2010 |
| ---- | ---- | ---- |
| 53   | ↗54  | ↘38  |